# Manfred Faßler

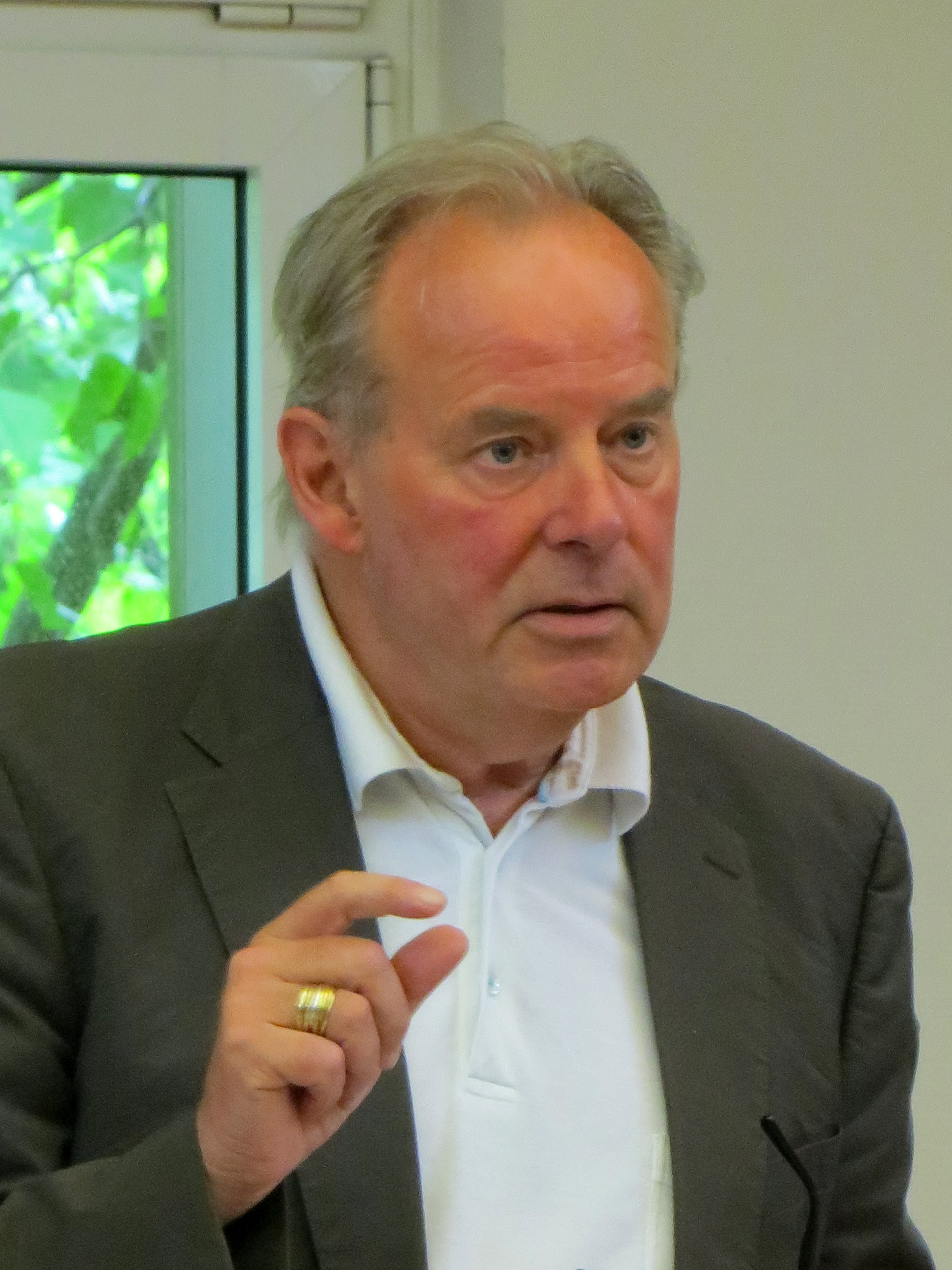
Manfred Faßler auf der Konferenz Digitization in Hamburg

Manfred Faßler (* 28. Mai 1949 in Bonn; † 17. April 2021) war ein deutscher Medienwissenschaftler sowie Professor am Institut für Kulturanthropologie und Europäische Ethnologie an der Johann Wolfgang Goethe-Universität in Frankfurt am Main. 

## Leben
Nach dem Abitur 1969 begann Faßler mit dem Studium der Physik an der Rheinischen Friedrich-Wilhelms-Universität Bonn. 1970/71 wechselte er an die Freie Universität Berlin und begann seine Studien der Soziologie, Volkswirtschaft, Politologie und Philosophie. Diese schloss er 1975 mit Diplom ab. 
Im Anschluss daran begann er seine Doktorarbeit zur Industrialisierungsgeschichte Deutschlands, erhielt ein Stipendium der Graduiertenförderung der Freien Universität Berlin und arbeitete parallel als Fachlektor „Sozialwissenschaften“. Im Februar 1979 schloss er das Promotionsverfahren im Rahmen einer Kolloquiums-Prüfung ab. 
1979/1980 vertrat er W. Hollstein (Politische Soziologie) und übte seine soziologische Lehrtätigkeit zwischen 1980 und 1987 an der Freien Universität Berlin am Lehrstuhl Jaeggi aus. Parallel dazu war er zwischen 1980 und 1985 als Freier Journalist für den EPD, den Deutschlandfunk und den SFB tätig. 1984 war er auf Forschungsexpedition in den USA. Im Rahmen einer Fellowship of the German Marshall Fund of the United States of America besuchte er Forschungs- und Entwicklungsbereiche in Boston (Harvard), Palo Alto (Stanford), Seattle und New York. Nach seiner Rückkehr aus den USA beschäftigte er sich zunehmend intensiver mit den Transformationswirkungen digitaler Technologien, Personal Computern und beginnender Vernetzung in Deutschland. 
Dennoch wechselte er 1987 von Berlin nach Schwerte und wurde Studienleiter im Evangelischen Studienwerk Villigst. 1991 wurde er dessen Direktor. 
Parallel dazu hatte er eine Lehrtätigkeit an der Freien Universität Berlin, der GH Kassel und weiteren Forschungskooperationen aufgenommen, die 1992 zur Gründung des MedienInstitutes Berlin führte. Dieses wurde bei den Museumsdiensten Berlin angesiedelt. Im Juni 1994 reichte er seine Habilitationsschrift zu „Medialer Interaktion“ am Fachbereich Philosophie und Sozialwissenschaften der Freien Universität Berlin ein, im Februar 1995 hielt er seinen Habilitationsvortrag und bekam die Lehrbefähigung für das Fach Soziologie verliehen. 
Im selben Jahr wurde Faßler zum Professor für Kommunikationstheorie an die Universität für Angewandte Kunst in Wien berufen und trat diese Stelle im Oktober 1995 als Vorstand der Lehrkanzel für Kommunikationstheorie an. Über lange Jahre war er Mitglied des Sprecherrates der Sektion Medien- und Kommunikationssoziologie der Deutschen Gesellschaft für Soziologie / DGS, zusammen mit S. Müller-Doohm, K. Neumann-Braun, Angela Keppler-Seel. Im Juni 1999 wurde er zum Vorstand des Instituts für Experimentelles Gestalten und Raumkunst an der Universität für angewandte Kunst gewählt. Im selben Jahr erhielt er als Medien- und Kommunikationssoziologe einen Ruf auf die Professur Kulturanthropologie und Europäische Ethnologie an der Johann Wolfgang Goethe-Universität, die er in Forschung und Lehre auf den Umgang mit neuen Technologien, globaler Mobilität und Humanisierung von Datentechnologien hin entwickelte. Im Februar 2000 nahm er diesen Ruf nach Frankfurt am Main an und gab im Juni die Lehrkanzel für Kommunikationstheorie an der Universität für angewandte Kunst auf.  In Frankfurt entwarf er eine Anthropologie des Medialen, die die menschliche Selbstbefähigung zur Schaffung, Nutzung und Veränderung von Kommunikationsumgebungen in den Mittelpunkt rückte. Nach dem Erreichen der Altersgrenze lehrte er bis zu seinem Tod als Senior Professor.
Manfred Faßler starb im April 2021.

## Werke
- Partizipation ohne Demokratie. Über die Folgen der Netz- und Geopolitik von Facebook, Google, Amazon & Co, Wilhelm Fink Verlag Paderborn, 2020.
- Das Soziale : Entstehung und Zukunft menschlicher Selbstorganisation, Wilhelm Fink Verlag Paderborn, 2014.
- Kampf der Habitate: Neuerfindungen des Lebens im 21. Jahrhundert, Wien/New York: Springer Verlag 2012, ISBN 9783709108000
- Nach der Gesellschaft. Infogene Zukünfte - Anthropologische Ausblicke, 280 Seiten, Wilhelm Fink Verlag Paderborn, 2009
- Der infogene Mensch. Entwurf einer Anthropologie, 336 Seiten, Wilhelm Fink Verlag Paderborn, 2008
- mit C. Terkowsky: Urban Fictions. Die Zukunft des Städtischen, 364 Seiten, Wilhelm Fink Verlag Paderborn, 2006
- Erdachte Welten. Die mediale Evolution globaler Kulturen, Springer Wien New York Juni 2005
- Was ist Kommunikation? 2. Auflage (Völlig überarbeitete und um 1/3 erweiterte Neuauflage) München 2003
- mit Ursula Hentschläger & Zelko Wiener: WEB-FICTION. Ästhetische, künstlerische, wissenschaftliche, publizistische Webräume, Wien New York (Springer – Verlag) 2003
- Bildlichkeit. Navigationen durch das Repertoire der Sichtbarkeit, Böhlau - Wien 2002
- Netzwerke. Einführung in Netzstrukturen, Netzkulturen und die Realität verteilter Gesellschaftlichkeit, München, Wilhelm Fink Verlag / UTB, März 2001
- Ohne Spiegel leben. Medienentwicklung und post-humane Menschenbilder (Hg), München 2000
- Alle möglichen Welten. Virtuelle Realitäten und Ethik der Kommunikation [Beiträge zur EXPO 2000], (Hg.), 263 Seiten, Wilhelm Fink Verlag München, 1999
- Cyber-Moderne. Medienevolution, globale Netzwerke und die Künste, zu kommunizieren, Wien New York 1999 mit W. Halbach (Hg.), Mediengeschichte, München / UTB 1998
- mit M. Lohmann, E. Müller (Hg.), Bildung - Welt - Verantwortung, Gießen 1998
- Was ist Kommunikation? Eine Einführung, München/UTB 1997
- Mediale Interaktion. Speicher Individualität Öffentlichkeit, 503 Seiten, Wilhelm Fink Verlag München, 1996
- mit J. Will, M. Zimmermann (Hg.), Gegen die Restauration der Geopolitik, Gießen 1996
- mit W. Halbach (Hg.), Cyberspace. Gemeinschaften - Virtuelle Kolonien - Öffentlichkeiten, München 1994
- mit W. Halbach (Hg.), Inszenierung von Information. Motive elektronischer Ordnung, Gießen 1992
- ABFALL - MODERNE - GEGENWART. Beiträge zum evolutionären Eigenrecht von Gegenwart, Gießen 1991
- Zusammen mit Urs Jaeggi, Kopf und Hand. Das Verhältnis von Gesellschaft und Bewußtsein, Frankfurt New York 1982
- Gemeinschaft oder Herrschaft. Zerfallsgeschichte einer Utopie herrschaftsfreier Gesellschaft, Gießen 1979
- Der Weg zum 'roten' Obrigkeitsstaat? Die deutsche Sozialdemokratie zwischen Feudalismus und bürgerlicher Gegenrevolution, Gießen 1977